# 小行星4670
小行星4670（4670 Yoshinogawa）是一颗围绕太阳公转的小行星。1987年12月19日，關勉在藝西天文台发现了此天体。
該小行星以日本的吉野川命名。
这颗小行星的绝对星等为181.4695187405242等。